# Amiais de Baixo
Amiais de Baixo es una freguesia portuguesa del concelho de Santarén, con 6,30 km² de superficie y 2.117 habitantes (2001). Su densidad de población es de 329,9 hab/km².